# Josef A. Riemer
Josef A. Riemer (* 21. März 1950 in Voitsberg) ist ein österreichischer Politiker (FPÖ), Ausbildungsleiter und Trainer. Er war von 2010 bis 2019 Abgeordneter zum Österreichischen Nationalrat.

## Ausbildung und Beruf
Riemer besuchte nach der Volksschule eine Hauptschule und absolvierte acht Semester an einer Abendmittelschule. Zudem besuchte er Fortbildungskurse für Psychorhetorik, Gruppendynamik und biopsychologische Verhaltensseminare und leistete zwischen 1969 und 1970 seinen Präsenzdienst ab. Er war beruflich als  Versicherungskaufmann und Ausbildungsleiter tätig und arbeitete zwischen 1967 und 2010 in den Bereichen Marketing, Organisation und im Bildungsbereich, wobei er sich mit der Erstellung und Durchführung von Bildungskonzepten beschäftigt. Seit 1991 bietet er die sogenannten „Riemer-Seminare“ an, wobei er diese Ausbildung im Bereich Führungskräftetraining, Teamtraining sowie Verkaufs- und Vermarktungsseminare begründete und organisiert. Des Weiteren ist Riemer Verfasser von sechs Gedichtbänden. 

## Politik
Riemer begann seine politische Karriere 2005 als Mitglied des Gemeinderates der Gemeinde Kitzeck und wurde 2006 zum Bezirksparteiobmann der FPÖ Leibnitz gewählt. Er fungiert innerparteilich zudem als Landesparteiobmann-Stellvertreter der FPÖ Steiermark und folgte am 21. Oktober 2010 dem ausgeschiedenen Abgeordneten zum Nationalrat Gerhard Kurzmann nach, wobei er die Rolle des Bereichssprechers für Tierschutz innerhalb des FPÖ-Parlamentsklubs übernahm. Er wurde 2010 Mitglied im Ausschuss für Land- und Forstwirtschaft, im Ausschuss für Menschenrechte, im Gesundheitsausschuss, im Kulturausschuss und im Tourismusausschuss. Im März 2019 wurde Gerhard Hirschmann zu seinem Nachfolger als FPÖ-Bezirksparteiobmann im Bezirk Leibnitz gewählt. Nach der Nationalratswahl 2019 schied Riemer aus dem Nationalrat aus.

## Publikationen
- Tau der Wiese. Internationaler Lyrik-Verlag, Wien 1984.
- Ivirun oder Die Gegenwart der Jahre. Fotos von Willibald Maurer, Internationaler Lyrik-Verlag, Wien 1985, ISBN 3854380690.
- Flutendes Land. Internationaler Lyrik-Verlag, Wien 1986.
- Mensch, begreife dich als Atem. Internationaler Lyrik-Verlag, Wien 1989.
- Erdverloren. Internationaler Lyrik-Verlag, Wien 1989.
- Vom Ich-Sein und der mit-wendigen Zeit zur Menschwerdung. Internationaler Lyrik-Verlag, Wien 1994.

## Auszeichnungen
- 2020: Großes Ehrenzeichen des Landes Steiermark[2]